# Jean Gascou
Jean Gascou, né le 16 mai 1945 à Cambrai, est un universitaire et papyrologue français, professeur à l'université Paris-Sorbonne.

## Publications

### Ouvrages
Jean Gascou est l'auteur de plusieurs ouvrages :
- Jean Gascou, Un codex fiscal hermopolite, Atlanta, 1994
- Jean Gascou et al., La pétition à Byzance, Paris, Centre d'Histoire et Civilisation de Byzance, 2004
- Jean Gascou, Étude copte IX. Onzième journée d'étude, Strasbourg, 2003
- Jean Gascou, Sophrone de Jérusalem, miracles des saints Cyr et Jean, traduction commentée, Paris, 2006
- Jean Gascou, Fiscalité et société en Égypte byzantine, Paris, 2008